# USS Dumbarton
El USS Dumbarton (1861) fue un cañonero operado por vapor capturado adquirido por la Marina de la Unión del tribunal de presas durante la Guerra de Secesión. La Marina la utilizó para patrullar las vías navegables de la Confederación para evitar que el Sur comerciara con otros países.

## Captura del corredor de bloqueo SSThistley su conversión para uso de la Armada de la Unión
El Thistle, un vapor de rueda lateral, fue capturado por el USS Fort Jackson el 4 de junio de 1864 mientras ejecutaba el bloqueo frente a la costa de Carolina del Norte; enviado a Boston, Massachusetts, para condenación; comprado en el tribunal de presas el 20 de julio de 1864; renombrado USS Dumbarton; y comisionado el 13 de agosto de 1864, con el teniente voluntario interino H. Brown al mando.

## Asignado para buscar el asaltante CSSTallahassee
La primera tarea del Dumbarton fue buscar al asaltante CSS Tallahassee a lo largo de la costa atlántica. Luego se unió al Escuadrón de Bloqueo del Atlántico Norte en Beaufort, Carolina del Norte, y sirvió en el bloqueo de Wilmington, Carolina del Norte hasta el 6 de diciembre de 1864.

## Actividad de posguerra y desmantelamiento
Después de estar en el Norfolk Navy Yard, el Dumbarton sirvió como buque insignia del contraalmirante W. Radford en el Río James, Virginia, del 17 de febrero al 27 de marzo de 1865. Estuvo fuera de servicio en el Washington Navy Yard hasta el 11 de noviembre, cuando fue llevado a New York Navy Yard y colocado en ordinario. Fue vendida allí el 15 de octubre de 1867.

## Galería
- Datos: Q7868979